# Estádio de Oyem
O Estádio de Oyem (em francês: Stade d'Oyem) é um estádio multiuso localizado na cidade de Oyem, no Gabão. Inaugurado oficialmente em 16 de janeiro de 2017 pelo presidente do Gabão, Ali Bongo, o estádio foi construído para ser uma das sedes oficiais do Campeonato Africano das Nações de 2017, tendo abrigado jogos da fase de grupos e uma partida válida pelas quartas-de-final da competição. Sua capacidade máxima é de 20 500 espectadores.